# Ильинка (Червенский район)
Ильинка (бел. Iльiнка, Iллiнка) — деревня в Валевачском сельсовете Червенского района Минской области.

## География
Располагается в 22 километрах к северо-западу от райцентра, в 52 километрах от Минска.

## История
Населённый пункт основан в первой половине XX века на территории Гребёнского сельсовета Червенского района Минского округа (с 20 февраля 1938 — Минской области). 16 июля 1954 года вошёл в состав Валевачского сельсовета. На 1960 год посёлок, его население составило 77 человек. На 1997 год насчитывалось 6 жилых домов, 7 жителей. На 2013 год 2 жилых дома, 3 постоянных жителя.

## Население
- 1960 — 77 жителей
- 1997 — 6 дворов, 7 жителей
- 2013 — 2 двора, 3 жителя